# ヒカリ総合交通
株式会社ヒカリ総合交通（ヒカリそうごうこうつう）は、岩手県久慈市に本社を置くタクシー・貸切バス事業者である。
貸切バス事業参入当初、日本中央バスより中古車を導入し塗装をほとんど変更しないで使用したため、現在に至るまで塗装は同社に酷似したものとなっている（他社からの中古バスも含む）。
なお、タクシー事業は久慈タクシーとの共同配車となっている。

## 車庫
| 事業所     | 所在地                                     |
| ---------- | ------------------------------------------ |
| 本社       | 岩手県久慈市小久慈町36-25-39               |
| 長内車庫   | 岩手県久慈市長内町19-165-7                 |
| 川崎営業所 | 岩手県久慈市川崎町11-7                     |
| 八戸営業所 | 青森県三戸郡階上町道仏字中大古里23番地14-2 |

## 歴史
- 1981年4月 - 「株式会社ヒカリ総合交通」設立
- Xxxx年x月 - 久慈タクシーとの共同配車について締結。
- 2008年12月? - 八戸営業所開設。

## 廃止代替バス
JRバス東北が廃止した路線を、久慈市民バス「のるねっとKUJI」として市から委託を受けて運行している。
なお、運行経路および過去の受託路線等詳細についてはのるねっとKUJIの記事を参照のこと。

### 現在の受託運行路線
同社受託分（2020年1月1日以降）のみ掲載
- 新町線
- 山根線

### 過去の受託運行路線
- 日吉循環線
  - 2020年1月1日の改正により、三陸観光に移管された。

## 受託方式の転換
- 根井線
  - 2019年4月1日の運行よりバスからデマンドタクシーに転換された。